# Skeletal Family
Skeletal Family est un groupe de rock et post-punk britannique formé à Keighley, dans le West Yorkshire, en décembre 1982. Il est fondé à partir des membres restants d'un groupe antérieur appelé The Elements, et tire son nom du titre de la chanson de David Bowie Chant of the Ever Circling Skeletal Family parue en 1974 sur l'album Diamond Dogs. Il est considéré comme un des premiers groupes de rock gothique anglais.

## Historique
La formation originale du groupe se compose d'Anne-Marie Hurst (chant), Stan Greenwood (guitare), Roger "Trotwood" Nowell (basse), Ian "Karl Heinz" Taylor (clavier/saxophone) et Steve Crane (batterie). En 1983, après leur premier single, Trees, le groupe signe avec le label indépendant Red Rhino Records. Ils enregistrent The Night, leur premier single pour Red Rhino, peu de temps après avoir perdu leur batteur d'origine Steve Crane, remplacé par Howard Daniels. Daniels part bientôt à son tour, rejoignant My Pierrot Dolls, et est remplacé par Martin Henderson (un ancien membre de The Last Laugh). Le premier album de Skeletal Family, Burning Oil, enregistré en quatre jours pour un coût de 640 £, sort chez Red Rhino en août 1984. Il domine le UK Indie Chart, restant dans le top 10 jusqu'à la fin de l'année,. Le groupe commence à jouer avec The Sisters of Mercy pendant leur tournée First and Last and Always. Puis Skeletal Family sort l'album Futile Combat en 1985, avec le single Promised Land.
Hurst et Henderson quittent le groupe pour développer des projets personnels. Hurst fait finalement équipe avec Gary Marx (ancien Sisters of Mercy) dans Ghost Dance. Henderson rejoint l'ancien chanteur des March Violets, Simon Denbigh, pour créer les Batfish Boys.
Katrina Phillips, ancienne choriste de Colourfield, remplace Hurst, tandis que Kevin Hunter remplace Henderson. John Clarke les rejoint en tant que deuxième guitariste. Le groupe signe avec Chrysalis et sort deux singles en 1986, Restless et Just a Minute. Le groupe se dissous plus tard dans l'année après avoir été abandonné par le label. Trotwood et Hunter forment un nouveau groupe, Say You.
En 2002, Skeletal Family se reforme autour d'une formation composée de Greenwood, Nowell, Taylor et Hurst. Cette dernière doit abandonner en raison d'engagements familiaux, remplacée brièvement par Katrina Phillips, puis par la nouvelle chanteuse Claire Bannister. Ils jouent plusieurs festivals d'envergure, dont le Wave-Gotik-Treffen de Leipzig à trois reprises, ainsi que le Drop Dead Festival à New York. Ce line-up sort un album, Sakura, en mai 2005 sur Gepek Records.
L'album suivant de Skeletal Family, Songs of Love, Hope and Despair, avec le nouveau bassiste Johnny Lorrimer, paraît chez Gepek en septembre 2009. Deux mois plus tard, le groupe annonce qu'il s'est à nouveau séparé.
En 2012, Hurst, Nowell et Greenwood reforment Skeletal Family avec Owen Richards à la guitare et Adrian Osadzenko à la batterie.
En 2018, Hurst part pour former Killing Eve avec Andy Cousin (ex-All About Eve).
En 2019, Taylor rejoint le groupe et Hannah Small est recrutée comme nouvelle chanteuse. Ils jouent à Keighley, Manchester, Dublin et Leeds. En 2021, Hannah Small est remplacée par Anneka Latta. Un nouvel album, Light From The Dark, sort en avril 2023.

## Discographie

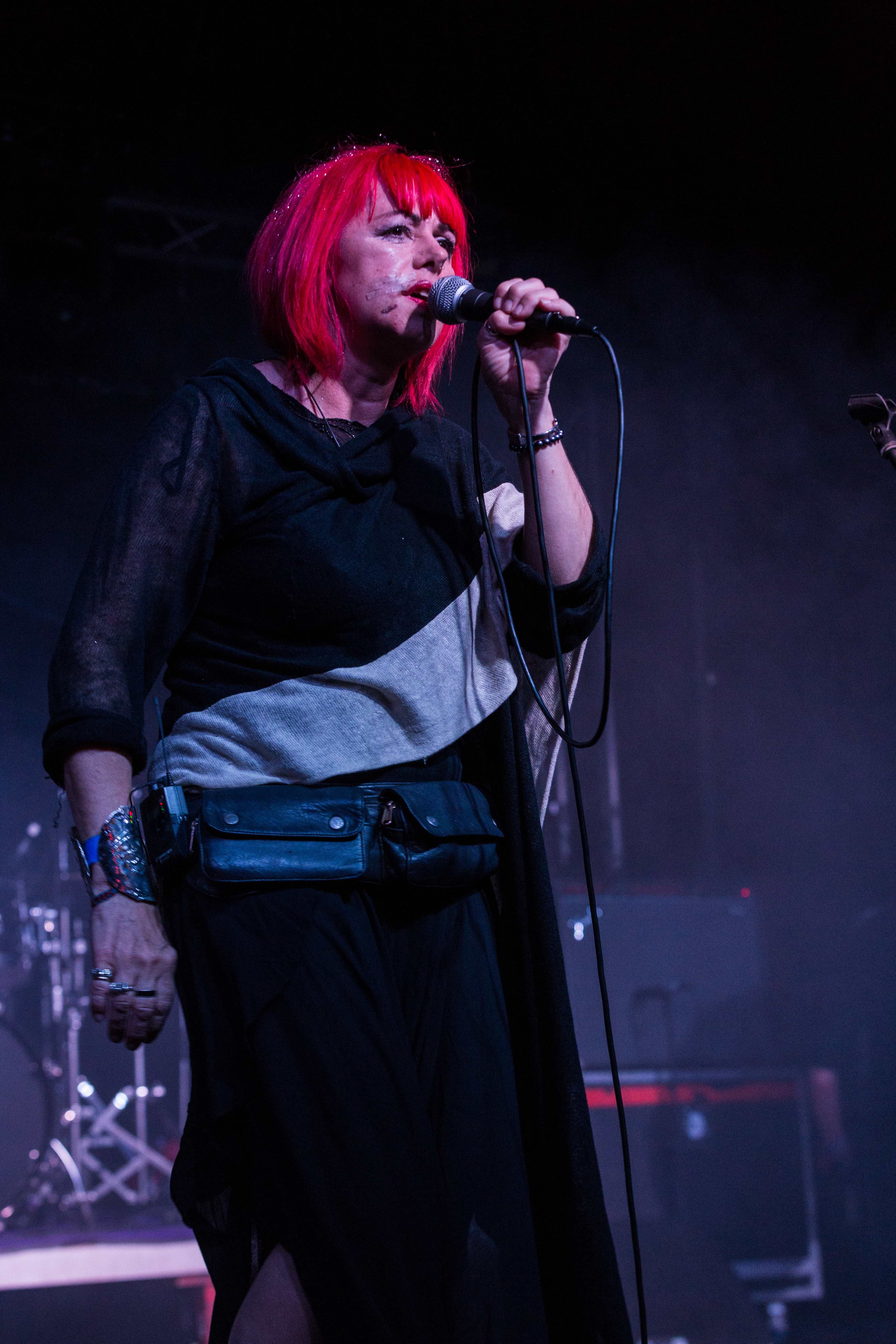
Anne-Marie Hurst en 2007 au Wave-Gotik-Treffen à Leipzig.

Les classements indiqués correspondent au palmarès UK Indie Charts.

### Albums studio
- 1984 : Burning Oil (Red Rhino) — no 1
- 1985 : Futile Combat (Red Rhino) — no 7
- 2005 : Sakura (Gepek)
- 2009 : Songs of Love, Hope & Despair (Gepek)
- 2023 : Light From The Dark

### Singles et EPs
- 1983 : Trees (Luggage) — EP 7" — no 50
- 1983 : The Night (Red Rhino) — single 7" — no 41
- 1984 : She Cries Alone (Red Rhino) — single 7"/12" — no 8
- 1984 : Recollect (Red Rhino) — EP 12" — no 7
- 1984 : So Sure (Red Rhino) — single 7"/12" — no 2
- 1985 : Promised Land (Red Rhino) — single 7"/12" — no 2
- 1986 : Restless (Chrysalis) — single 7"/12"
- 1986 : Just a Minute (Chrysalis) — single 7"/12"
- 2004 : All My Best Friends (Roach Daddy)

### Compilations
- 1985 : Together (Red Rhino) — cassette regroupant Burning Oil et Futile Combat
- 1986 : Ghosts (Onsala)
- 1994 : The Singles Plus 1983–85 (Anagram)
- 1995 : Burning Oil / Futile Combat (Dojo)
- 2001 : Promised Land – The Best of Skeletal Family (Anagram)
- 2016 : Eternal: Singles · Albums · Rarities · BBC Sessions · Live · Demos 1982–2015 (Cherry Red)

### Vidéos
- 1984 : Live at Sheffield 1984 (auto-produit) — cassette VHS
- 2007 : Promised Land – Live 1983–1984 (Cherry Red) — DVD